# 土卫十二

土卫十二相對於土星和土卫四的軌道動畫 - 旋轉參考系統
土卫三十四·
土卫十二·
土卫四·
土星

土卫十二又稱為「海倫」（S/1980 S 6，Helene），是环绕土星运行的一颗卫星。於1980年在Pic du Midi de Bigorre天文台被發現。1988年，土衛十二被命名為海倫。這個名字是來源於希臘神話中的海倫。
土卫十二（海倫）與土卫四（狄俄涅）共軌，並且駐留在土卫四的拉格朗日點 (L4)，跟隨在土卫四前方 60度。狄俄涅還有另一顆駐留在後方60度另一個拉格朗日點L5上的衛星土卫三十四 (「波吕丢刻斯」)。

## 概述
這顆衛星半长轴約為377,396公里，繞土星公轉週期2.736915天，與黃道及土星赤道的軌道傾角為0.199°，軌道離心率0.0022。